# Col des Oulettes
Ne doit pas être confondu avec Oulettes.
Pour les articles homonymes, voir Oule.
Le col des Oulettes est un col de montagne pédestre et frontalier des Pyrénées à 2 606 ou 2 615 mètres d'altitude reliant la province espagnole de Huesca, en Aragon et le département français des Hautes-Pyrénées, en Occitanie, sur la frontière franco-espagnole.
Il relie la vallée de Gaube en Lavedan à la vallée de l'Ara en Aragon.

## Toponymie
En occitan, oule signifie « cirque, cuvette glaciaire » donc oulette, le petit cirque.

## Géographie
En limite sud de la commune de Cauterets et en limite nord de la comarque de Sobrarbe, le col des Oulettes est encadré par la pic des Oulettes (2 760 m) au nord et le Vignemale (3 298 m) au sud.

### Hydrographie
Le col délimite la ligne de partage des eaux entre le bassin de l'Adour, qui se déverse dans l'Atlantique côté nord, et le bassin de l'Èbre, qui coule vers la Méditerranée côté sud.

## Protection environnementale
Le col est situé dans le parc national des Pyrénées.

## Voies d'accès
On y accède côté français par la vallée de Gaube depuis le lac de Gaube et le refuge des Oulettes de Gaube (2 151 m). 
Côté espagnol, le col donne accès à la vallée de l'Ara, creusée par l'Ara, où l'on peut voir l'ibón de Alto de Batanes et rejoindre Ordesa par le camino de Cauterets.